# Minimal 21
Minimal 21 és un projecte que va néixer el 2005 liderat per la cantant i lletrista Núria Tamayo i el productor de l'òrbita electrònica Oriol Codina.

## Discografia[2]
- L'habitació del fons (2010)
- El fil d'Ariadna (2012)